# گمینا گونگانز
گمینا گونگانز (به لهستانی:  Gmina Goniądz) یک گمینا در لهستان است که در شهرستان مونگکی واقع شده‌است. گمینا گونگانز ۳۷۶٫۶۸ کیلومتر مربع مساحت و ۵٬۲۰۹ نفر جمعیت دارد.